# Arrondissement Figeac
Das Arrondissement Figeac ist eine Verwaltungseinheit des französischen Départements Lot innerhalb der Region Okzitanien. Verwaltungssitz (Unterpräfektur) ist Figeac.
Es besteht aus sieben Kantonen und 118 Gemeinden.

## Wahlkreise
- Kanton Causse et Vallées (mit 21 von 44 Gemeinden)
- Kanton Cère et Ségala
- Kanton Figeac-1
- Kanton Figeac-2
- Kanton Gramat (mit fünf von 17 Gemeinden)
- Kanton Lacapelle-Marival
- Kanton Saint-Céré

## Gemeinden
Die Gemeinden des Arrondissements Figeac sind:
| 1. Albiac (46002)                   | 2. Anglars (46004)                  | 3. Assier (46009)                   | 4. Autoire (46011)                   |
| 5. Aynac (46012)                    | 6. Bagnac-sur-Célé (46015)          | 7. Bannes (46017)                   | 8. Béduer (46021)                    |
| 9. Belmont-Bretenoux (46024)        | 10. Bessonies (46338)               | 11. Biars-sur-Cère (46029)          | 12. Boussac (46035)                  |
| 13. Brengues (46039)                | 14. Bretenoux (46038)               | 15. Cadrieu (46041)                 | 16. Cahus (46043)                    |
| 17. Cajarc (46045)                  | 18. Calvignac (46049)               | 19. Cambes (46051)                  | 20. Camboulit (46052)                |
| 21. Camburat (46053)                | 22. Capdenac (46055)                | 23. Carayac (46056)                 | 24. Cardaillac (46057)               |
| 25. Corn (46075)                    | 26. Cornac (46076)                  | 27. Cuzac (46085)                   | 28. Durbans (46090)                  |
| 29. Espagnac-Sainte-Eulalie (46093) | 30. Espédaillac (46094)             | 31. Espeyroux (46096)               | 32. Estal (46097)                    |
| 33. Faycelles (46100)               | 34. Felzins (46101)                 | 35. Figeac (46102)                  | 36. Flaujac-Gare (46104)             |
| 37. Fons (46108)                    | 38. Fourmagnac (46111)              | 39. Frayssinhes (46115)             | 40. Frontenac (46116)                |
| 41. Gagnac-sur-Cère (46117)         | 42. Gintrac (46122)                 | 43. Girac (46123)                   | 44. Glanes (46124)                   |
| 45. Gorses (46125)                  | 46. Gréalou (46129)                 | 47. Grèzes (46131)                  | 48. Issendolus (46132)               |
| 49. Issepts (46133)                 | 50. Labastide-du-Haut-Mont (46135)  | 51. Labathude (46139)               | 52. Lacapelle-Marival (46143)        |
| 53. Ladirat (46146)                 | 54. Larnagol (46155)                | 55. Larroque-Toirac (46157)         | 56. Latouille-Lentillac (46159)      |
| 57. Latronquière (46160)            | 58. Lauresses (46161)               | 59. Laval-de-Cère (46163)           | 60. Le Bourg (46034)                 |
| 61. Le Bouyssou (46036)             | 62. Lentillac-Saint-Blaise (46168)  | 63. Leyme (46170)                   | 64. Linac (46174)                    |
| 65. Lissac-et-Mouret (46175)        | 66. Livernon (46176)                | 67. Loubressac (46177)              | 68. Lunan (46180)                    |
| 69. Marcilhac-sur-Célé (46183)      | 70. Mayrinhac-Lentour (46189)       | 71. Molières (46195)                | 72. Montbrun (46198)                 |
| 73. Montet-et-Bouxal (46203)        | 74. Montredon (46207)               | 75. Planioles (46221)               | 76. Prendeignes (46226)              |
| 77. Prudhomat (46228)               | 78. Puybrun (46229)                 | 79. Puyjourdes (46230)              | 80. Quissac-en-Quercy (46233)        |
| 81. Reilhac (46235)                 | 82. Reyrevignes (46237)             | 83. Rudelle (46242)                 | 84. Rueyres (46243)                  |
| 85. Sabadel-Latronquière (46244)    | 86. Saignes (46246)                 | 87. Saint-Bressou (46249)           | 88. Saint-Céré (46251)               |
| 89. Saint-Chels (46254)             | 90. Saint-Cirgues (46255)           | 91. Sainte-Colombe (46260)          | 92. Saint-Félix (46266)              |
| 93. Saint-Hilaire (46269)           | 94. Saint-Jean-de-Laur (46270)      | 95. Saint-Jean-Lagineste (46339)    | 96. Saint-Jean-Lespinasse (46271)    |
| 97. Saint-Jean-Mirabel (46272)      | 98. Saint-Laurent-les-Tours (46273) | 99. Saint-Maurice-en-Quercy (46279) | 100. Saint-Médard-de-Presque (46281) |
| 101. Saint-Médard-Nicourby (46282)  | 102. Saint-Michel-Loubéjou (46284)  | 103. Saint-Paul-de-Vern (46286)     | 104. Saint-Perdoux (46288)           |
| 105. Saint-Pierre-Toirac (46289)    | 106. Saint-Simon (46292)            | 107. Saint-Sulpice (46294)          | 108. Saint-Vincent-du-Pendit (46295) |
| 109. Sauliac-sur-Célé (46299)       | 110. Sénaillac-Latronquière (46302) | 111. Sonac (46306)                  | 112. Sousceyrac-en-Quercy (46311)    |
| 113. Tauriac (46313)                | 114. Terrou (46314)                 | 115. Teyssieu (46315)               | 116. Thémines (46318)                |
| 117. Théminettes (46319)            | 118. Viazac (46332)                 |                                     |                                      |

## Neuordnung der Arrondissements 2017

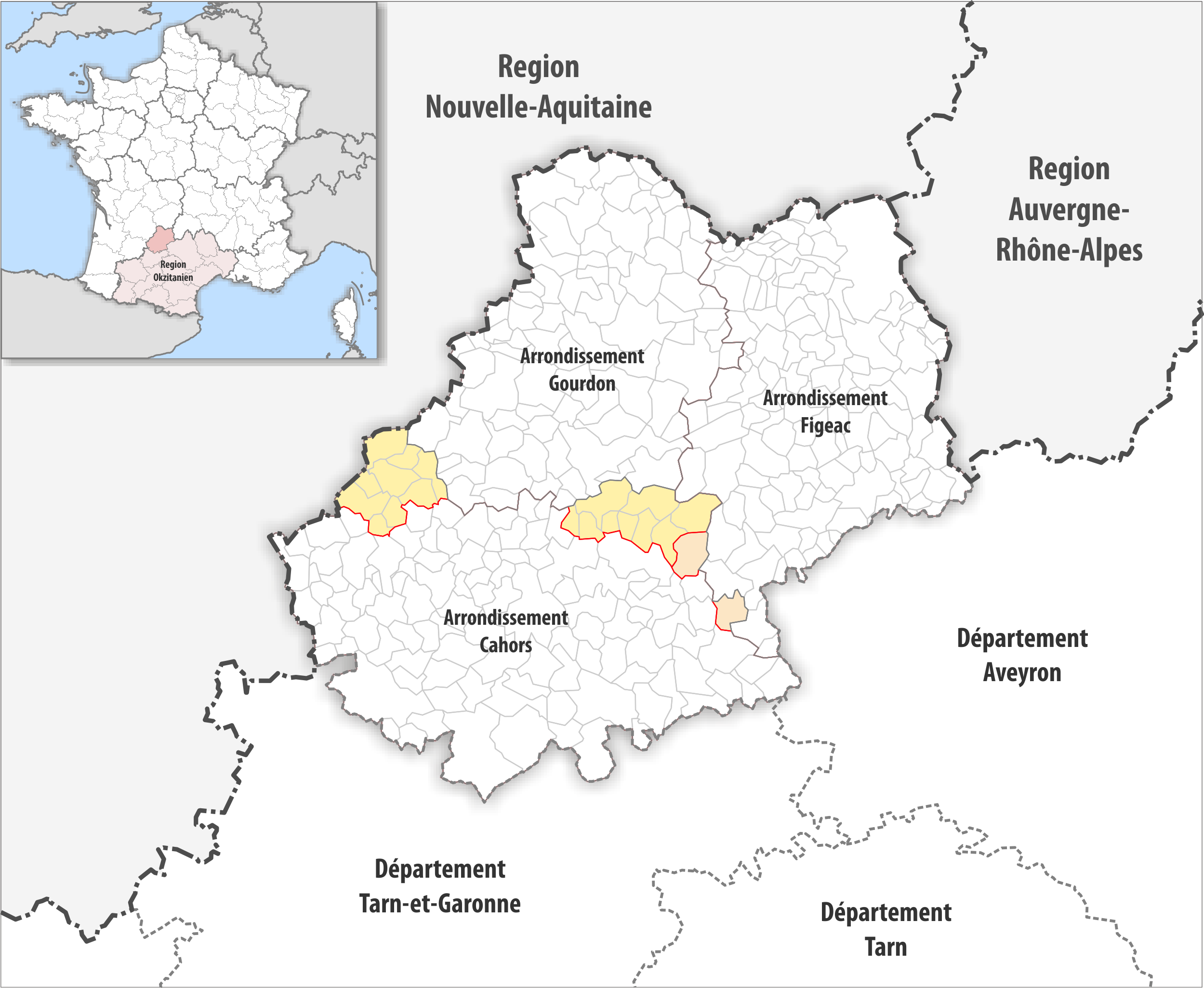
Arrondissementsanpassungen im Jahr 2017

Durch die Neuordnung der Arrondissements im Jahr 2017 wurde aus dem Arrondissement Cahors die Fläche der zwei Gemeinden Calvignac und Sauliac-sur-Célé dem Arrondissement Figeac zugewiesen.

## Ehemalige Gemeinden seit der landesweiten Neuordnung der Kantone
bis 2016: Calviac, Comiac, Lacam-d’Ourcet, Lamativie, Sousceyrac